# Resolution 17 des UN-Sicherheitsrates
Die Resolution 17 des UN-Sicherheitsrates ist eine Resolution, die der Sicherheitsrat der Vereinten Nationen in der 91. Sitzung am 10. Januar 1947 beschloss.

## Inhalt
Es wurde beschlossen, dass die durch die Resolution 15 des Sicherheitsrates der Vereinten Nationen eingesetzte Kommission nicht befugt ist, die Regierungen Griechenlands, Albaniens, Bulgariens oder Jugoslawiens zu ersuchen, die Hinrichtungen ihrer politischen Gefangenen aufzuschieben, es sei denn, sie könnten als Zeugen aussagen, die die Kommission bei ihrer Aufgabe unterstützen würden.

## Abstimmungsergebnis
Die Resolution wurde mit 9 Stimmen bei 2 Enthaltungen von Polen und der Sowjetunion angenommen.